# St. Martin (Rheinfelden)

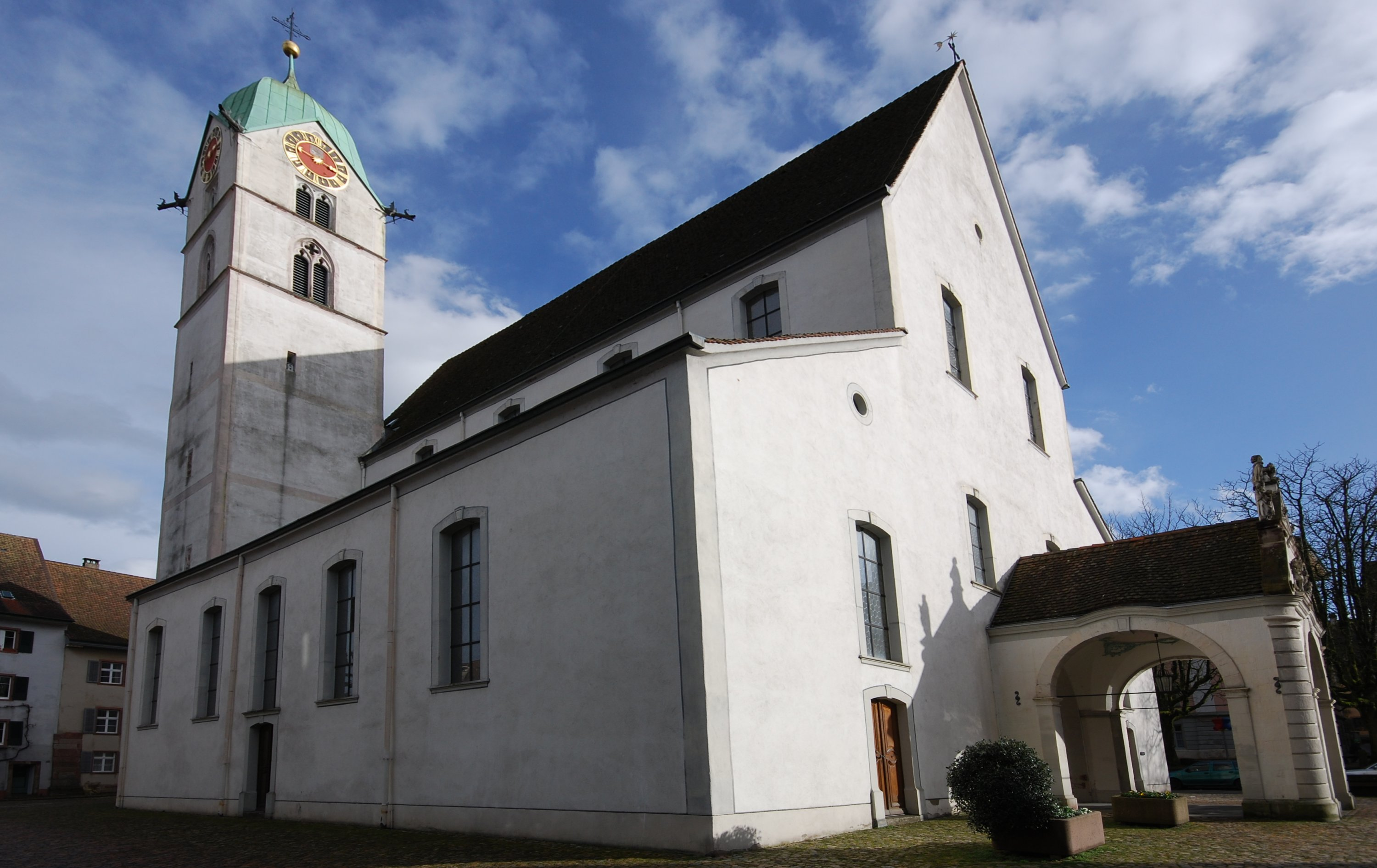
Kirche St. Martin

Die Kirche St. Martin ist ein christkatholisches Kirchengebäude in Rheinfelden im Kanton Aargau. Sie steht im Zentrum der Altstadt am Kirchplatz und geht bis auf das 11. Jahrhundert zurück. Das heutige Gebäude existiert seit der zweiten Hälfte des 14. Jahrhunderts und wurde mehrmals umgebaut, zuletzt in den 1770er Jahren. Es handelt sich um eine dreischiffige Basilika im gotischen Stil, während das Innere barock geprägt ist. Von 1228 bis 1870 war die Martinskirche Sitz eines Chorherrenstifts. 1873 trat die Kirchgemeinde zur christkatholischen Bewegung über, drei Jahre später wurde hier der erste christkatholische Bischof der Schweiz geweiht.

## Stifts- und Pfarreigeschichte
Das heutige Stadtgebiet gehörte ursprünglich zur Pfarrei Magden, deren Kirche unter dem Patrozinium des Heiligen Martin von Tours stand. Als Reichslehen war die Pfarrei im Besitz der Lenzburger, später des Stifts Beromünster. Nach der Stadtgründung im 12. Jahrhundert wurde eine neue Pfarrei mit demselben Schutzpatron gegründet. Die erste urkundliche Erwähnung erfolgte im Dezember 1146 im Zusammenhang mit zwei Besuchen des Kreuzzugpredigers Bernhard von Clairvaux. Der Einzugsbereich beschränkte sich zunächst auf das Gebiet innerhalb der Stadtmauern. In den folgenden Jahrzehnten gelang es der Pfarrei, die Zehntherrschaft auf Kosten Magdens auszudehnen. In 1212 ausgestellten Urkunde wird ein Dekan Heinricus de Rinfelden erwähnt; somit bestand bereits damals eine Gemeinschaft von Klerikern.
Zwei Kleriker ersuchten Papst Gregor IX. um die Gründung eines Chorherrenstifts. Damit wollten sie vermutlich das Ansehen Rheinfeldens mehren, das 1218 Reichsstadt geworden war. Nachdem Bischof Heinrich von Thun die Erlaubnis erteilt hatte, wurde das Stift am 31. Oktober 1228 gegründet. Wie die Johanniterkommende genoss es Steuerfreiheit und war nicht der städtischen Rechtsordnung unterstellt. Das Stift übernahm die nun in den Rang einer Stiftskirche erhobenen Pfarrkirche und die Verantwortung für die Seelsorge. Es wählte seine Chorherren selbst, wobei der Dekan des Hochstifts Basel die Wahl bestätigen musste. Nach der Aufbauphase umfasste das Stift 13 Pfründen, wovon zwei dem Propst zustanden. Inhaber der Pfründen waren überwiegend Vertreter des regionalen Adels, wodurch das Stift von zahlreichen Schenkungen profitierte.
Der Besitz des Stifts verteilte sich auf folgende Gebiete: Linksrheinisch im gesamten Fricktal bis nach Laufenburg und Densbüren, im Ergolztal zwischen Pratteln und Wisen sowie in der Stadt Basel, rechtsrheinisch zwischen Riehen und Säckingen sowie um Schopfheim und Bellingen. Bereits seit seiner Gründung besass das Stift den Kirchensatz von Eiken, 1400 kam die Kirche von Kilchberg und 1407 jene von Herznach hinzu, 1653 schenkte Erzherzog Ferdinand III. die Kirche von Wölflinswil, als Entschädigung für die im Dreissigjährigen Krieg erlittenen Schäden. Die Chorherren verkauften jenen Teil der Naturaleinnahmen, der über den Eigengebrauch hinausging, auf dem Markt in Rheinfelden. Das dabei verdiente Geld verliehen sie gegen Zinsen an die Einwohner. Das Stift stellte den Schulmeister, der die städtische Schule führte. Herzog Siegmund verfügte 1460, dass eine der Chorherrenstellen zur Finanzierung der neu gegründeten Universität in Freiburg im Breisgau verwendet wird. Als dort 1492, 1501 und 1509 die Pest wütete, fanden die Professoren der juristischen Fakultät in Rheinfelden Zuflucht. 1496 gab es sogar Überlegungen, die Universität hierher zu verlegen.
Ab 1468 war das Stift in der Prälatenbank der Breisgauer Landstände vertreten. Johann Eberlin von Günzburg verbreitete 1523 reformatorisches Gedankengut, wobei seine Ausführungen auch bei den Chorherren auf reges Interesse stiessen. Rheinfelden blieb aufgrund der österreichischen Machtstellung katholisch, doch verhielten sich die hier wirkenden Geistlichen mehrere Jahrzehnte lang auffallend tolerant gegenüber reformatorischen Neuerungen. Obwohl Basel ab 1529 in Kilchberg einen reformierten Pfarrer einsetzte, gingen die Einnahmen dieser Pfarrei bis 1807 weiterhin an das Stift. Da die österreichischen Landesherren die ihnen gewährten Kredite nie zurückzahlten, geriet das Stift ab dem 17. Jahrhundert zunehmend in finanzielle Schwierigkeiten; auch die Folgen des Dreissigjährigen Krieges trugen zum allmählichen Niedergang bei. 1803 zog der neue Kanton Aargau die Zinseinkünfte des Stiftes an sich und durch den Reichsdeputationshauptschluss gingen die nun im Grossherzogtum Baden gelegenen rechtsrheinischen Besitzungen verloren. Nachdem der Kanton bereits 1868 die Pfarreien Eiken und Herznach zugunsten der jeweiligen Kirchgemeinden losgekauft hatte, hob der Grosse Rat das Stift am 25. November 1870 per Dekret auf. Somit war auch die Verbindung zu Wölflinswil beendet.
Das beim Ersten Vatikanischen Konzil verkündete Dogma der päpstlichen Unfehlbarkeit stiess in Rheinfelden auf einhellige Ablehnung (die hier lebenden Katholiken galten als liberal, eine Spätwirkung des österreichischen Josephinismus). 1872 bildete sich ein «Verein freisinniger Katholiken», der die meisten Gemeindemitglieder vertrat. Die Kirchgemeinde beschloss am 2. November 1873 mit einer einzigen Gegenstimme, sich der christkatholischen Bewegung anzuschliessen. Rheinfelden folgte somit dem Beispiel der Nachbargemeinden Hellikon, Kaiseraugst, Magden, Möhlin, Obermumpf und Olsberg. Am 18. September 1876 weihte Joseph Hubert Reinkens in der Martinskirche Eduard Herzog zum ersten christkatholischen Bischof der Schweiz. Eine separate römisch-katholische Kirchgemeinde bildete sich neun Jahre später wieder.

## Baugeschichte

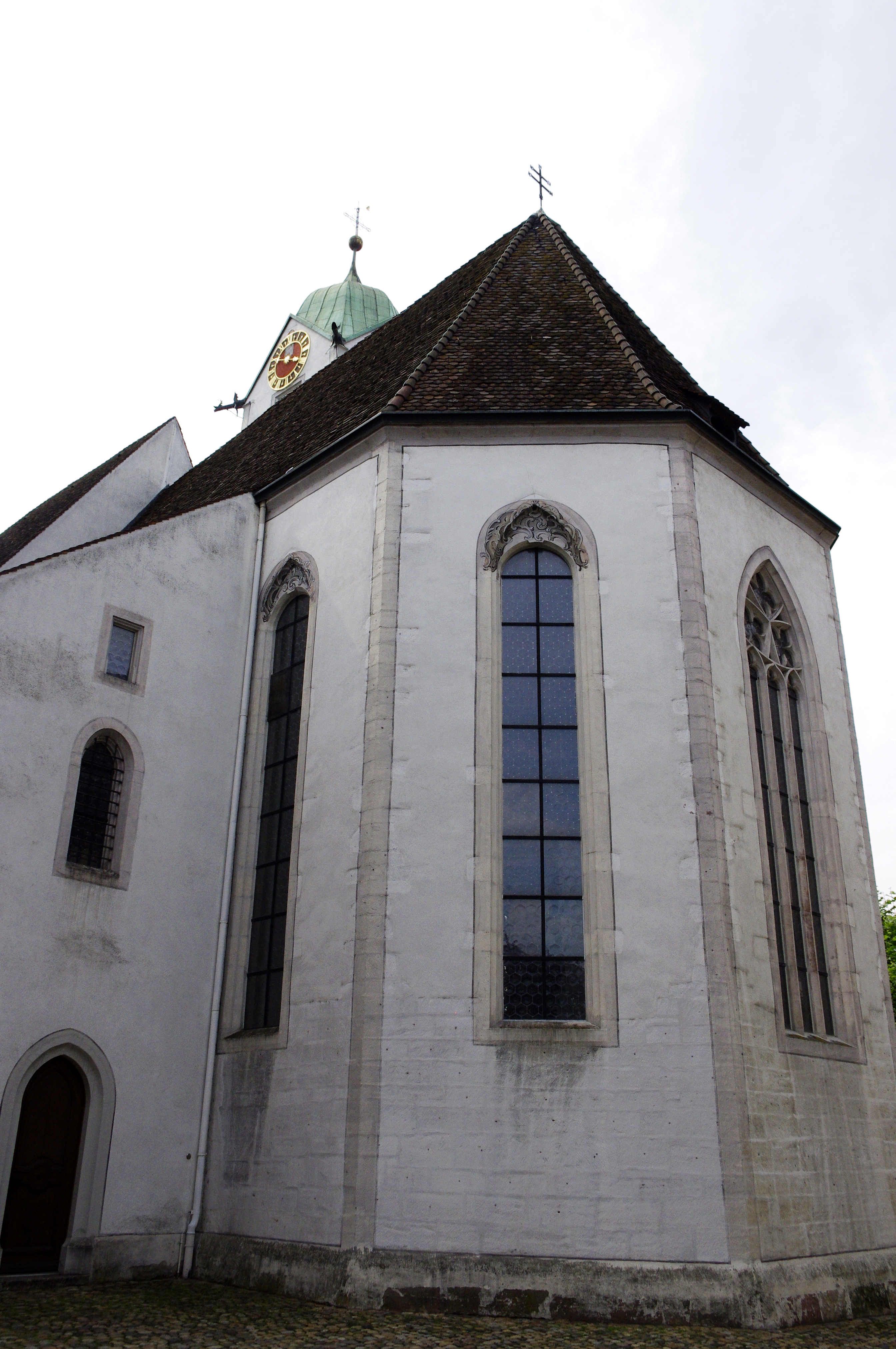
Aussenansicht des Chors

Die heutige Kirche hatte mehrere Vorgängerbauten. Nur noch in Teilen ihrer Fundamente erkennbar ist die erste Kirche des 11. Jahrhunderts, ein einschiffiger Rechteckbau. Um die Mitte des 12. Jahrhunderts entstand ein etwas grösseres Nachfolgebauwerk, wobei ein Teil der Kirchennordwand in ganzer Höhe in der Südwand des jüngeren Glockenturms erhalten geblieben ist. Aus der Zeit um 1190/1200 stammen zwei nur vorübergehend genutzte Annexbauten und ein rund zehn Meter hoher Turmschaft. In den Jahren 1220 bis 1235 (eindeutig im Zusammenhang mit der Stiftsgründung) legte man den bestehenden romanischen Apsissaal zusammen mit den Annexbauten nieder und ersetzte sie durch eine Basilika mit mehr als der doppelten Grundfläche. Übernommen wurden die Apsis, der unvollendete Turm und die nördliche Annexmauer. Bis heute erhalten geblieben sind grössere, unter dem Deckputz verborgene Teile der Westmauer. Wenige Jahre nach Vollendung der Basilika riss man die Apsis ab und erweiterte den Chor weit nach Osten. Trotz fehlender Hinweise ist davon auszugehen, dass der Turmschaft nach der Stiftsgründung um zwei Geschosse ergänzt wurde.
Im zweiten und letzten Drittel des 14. Jahrhunderts erfolgte ein einheitlich geplanter Neubau der Kirche im gotischen Stil. Den Kirchgängern gewährte Ablässe deuten auf einen Planungs- oder Baubeginn im Jahr 1336 hin. Zunächst wurde bis 1352 der Chor vollständig neu errichtet. Als Nächstes folgte das Langhaus, dessen Mittelschiff gleich breit war wie der Vorgängerbau, jedoch um mehr als zwei Drittel höher. Dabei verringerte man die Zahl der Joche von sechs auf fünf. Der Kirchturm wurde auf eine Traufenhöhe von 23 m erhöht und mit einer neuen Glockenstube versehen. Ebenso entstanden ein neues Dach und eine viereckige Sakristei an der Südwand. Nach einem Grossbrand im Jahr 1396, von dem 30 Häuser betroffen waren, musste der ausgebrannte Chor wiederhergestellt werden. 1478 wurde die Sakristei durch einen grösseren Raum an der Ostwand ersetzt, während man etwa um dieselbe Zeit den Kirchturm um zwei weitere Geschosse erhöhte (wodurch die Traufenhöhe 29,9 m betrug).
Um die Wende zum 17. Jahrhundert kam es auf Anregung von Bischof Jakob Christoph Blarer von Wartensee zu baulichen Veränderungen. Man entfernte die Wände in den Jochen des Lettners und ersetzte zwischen 1597 und 1606 den Hochaltar. Über der alten Sakristei (die mittlerweile als Marienkapelle diente) errichtete man 1608 einen Archivraum zur Aufbewahrung der Stiftsakten, ebenso eine Bibliothek über der neuen Sakristei. Der Zugang zu diesen Räumen erfolgte über die Lettnerbühne, die ihrerseits über die Turmtreppe erreichbar war. Der Chor wurde 1669 mit einem grosszügigen Gewölbe verjüngt. 1732 schuf Jacob Carl Stauder ein Deckengemälde im Langhaus.
Das Erscheinungsbild des Kircheninneren wurde von 1769 bis 1772 durch bauliche Massnahmen und eine übergreifende Stuckverkleidung in barocker Art vereinheitlicht. Die Arbeiten standen unter der Leitung des Vorarlberger Stuckateurs Martin Fröwis. Er liess den Lettner entfernen, so dass der Chor nun auf ganzer Breite zum Mittelschiff hin geöffnet war. Umfangreiche Instandstellungsarbeiten gab es im baufällig gewordenen Langhaus, das ausserdem neue Fenster, Seitentüren und eine Empore über dem hintersten Joch erhielt. Hinzu kam eine neue Vorhalle vor der Westfassade. Sanierungen des Bauwerks fanden in den Jahren 1887/88 und 1921–1924 statt. Unter Aufsicht der eidgenössischen und kantonalen Denkmalpflege wurde die Kirche im letzten Viertel des 20. Jahrhunderts umfassend restauriert, 1978–1980 am Äusseren, 1986–1992 im Inneren. Dabei strebte man die bestmögliche Darstellung des Zustands von 1772 an; parallel dazu nahm man umfangreiche archäologische Untersuchungen vor.

## Bauwerk und Ausstattung
Die Südflanke der Martinskirche stösst an die von West nach Ost verlaufende Kirchgasse. An der Ost-, Nord- und Westseite ist das Gebäude vom Kirchplatz umgeben, einst das Areal des Friedhofes. Der Chor und das Langhaus, beide aus der zweiten Hälfte des 14. Jahrhunderts stammend, präsentieren sich als typische Vertreter der frühen Bettelordensarchitektur. Die zwei untersten Geschosse des Kirchturms an der Nordseite stammen aus der Zeit um 1200, der mittlere Teil reicht ins 13. und 14. Jahrhundert zurück, die beiden obersten Geschosse sind aus dem späten 15. Jahrhundert. Den Abschluss des Kirchturms bildet die aus dem Jahr 1629 stammende Turmhaube mit vier Uhrgiebeln. An die Südflanke des Chors sind Sakristei und Marienkapelle angebaut (1478 bzw. 1608). Die Aussenwände des Langhauses weisen stichbogenförmige Fenster- und Türeinfassungen auf, die Fenster des Chors sind Rundbögen mit gemalten Rocaillen in den Scheiteln. Aufgemalte graue Bänder akzentuieren die weiss verputzte Fassade an den Sockeln, an den Gebäudekanten und an den Nahtstellen des Kirchturms. Deutlich barocke Züge zeigt das Vorzeichen an der Westfassade, in Form eines quadratischen, in drei rundbogigen Arkaden geöffneten Portalbaus mit Steinplastiken auf dem Dachgiebel.

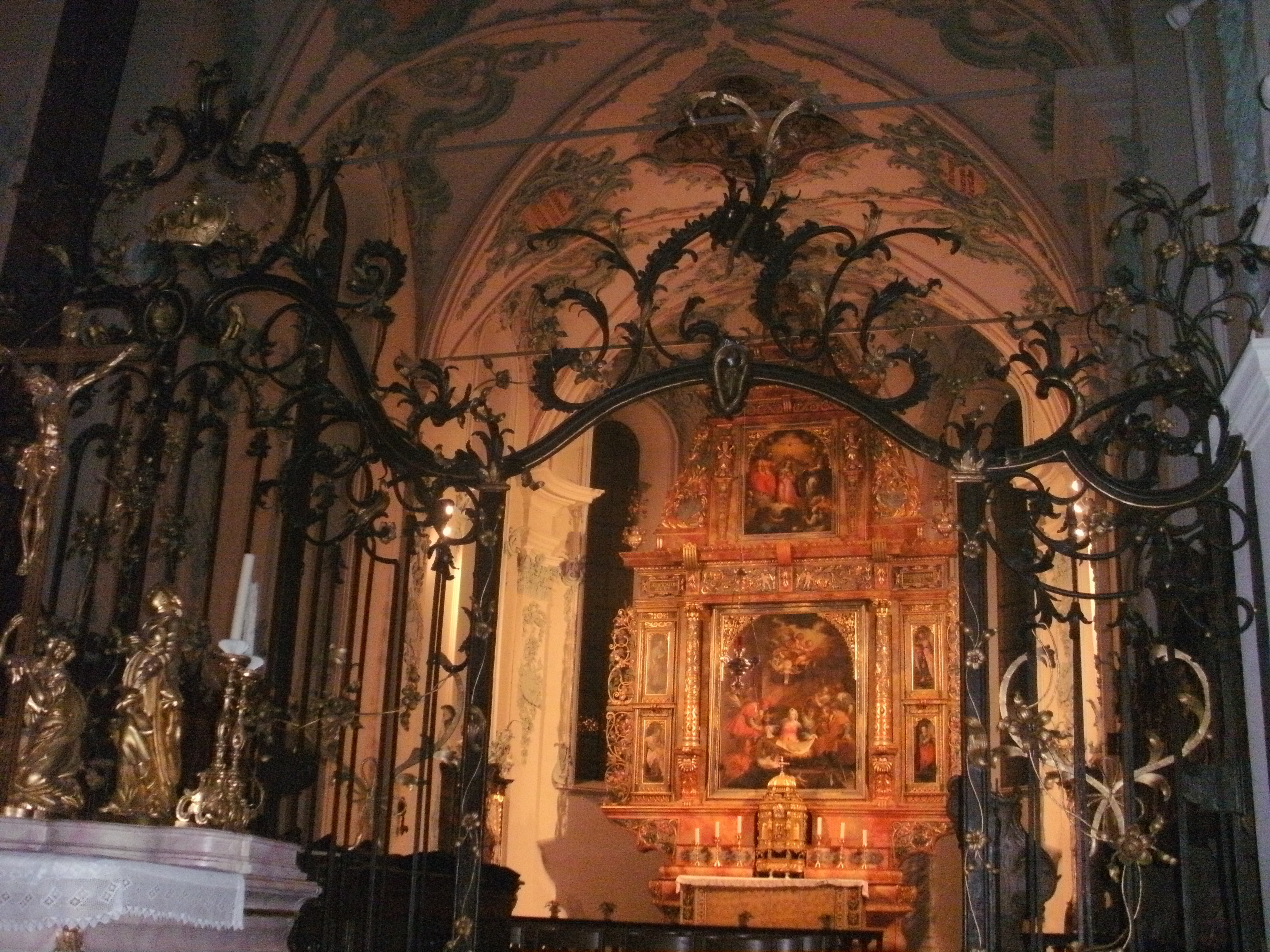
Chorraum mit barockem Chorgitter, Hochaltar und Kreuzaltar (links)

Vom Eingang aus gesehen erscheint der Chor als Rundbogengehäuse, das ganz auf das Mass des Hochaltars am gegenüber liegenden Ende zugeschnitten ist. Stuckverkleidete Kreuzrippen auf korinthischen Pilastern unterteilen den Raum in drei Volljoche, ein Halbjoch neben dem Triumphbogen und ein Joch mit dreiteiligem Kappenfächer (im Polygon). Scheitel, Wangen und Stichkappen sind mit stuckierten Kartuschen besetzt. Umgeben sind die Rippen von Rocaillen, Akanthus und anderen Verzierungen. Sechs stuckierte Wappen in den Stichkappen über den Seitenwänden erinnern an Stiftsherren. Die von Franz Fidel Bröchin gestalteten Fresken in den Scheitelmedaillons stellen das Wappen des Bischofs Heinrich von Thun, das Siegelbild des Chorherrenstifts sowie das Allianzwappen von Kaiserin Maria Theresia und ihres Ehegatten Franz I. Stephan dar.
Der 1606 fertiggestellte Hochaltar verbindet Elemente der deutschen Gotik mit solchen der italienischen Renaissance. Das Retabel umschliesst eine Predella, ein dreiachsiges Hauptgeschoss mit Kröpfgebälk und Säulenpaar, einen Aufsatz mit Hermenpilaster und ein Bildwerk des Titelheiligen (St. Martin auf einem Pferd). Den Hauptfries zieren geschnitztes Rankenwerk, Putten, springende Hirsche und Fratzen. Das Hauptblatt stellt die Anbetung der Hirten dar, das Oberblatt die Krönung Mariens; Standbilder der vier Evangelisten füllen die Nischen der Seitenachsen. An den Seitenwänden des Chors befinden sich eine zwei zehnplätzige Stuhlreihen mit geschnitzten Brüstungen und Rückwänden; in einem quaderförmigen Gehäuse ist die Chororgel von 1770 untergebracht. Ein schmiedeeisernes Chorgitter mit Rocaille- und Pflanzenmustern bildet die Trennung zum Langhaus; darauf aufgesetzt ist ein Erzherzogshut als Symbol des Schutzes der österreichischen Landesherren.
Das Mittelschiff des Langhauses weist keine architektonisch bedingte Strukturierung auf, weshalb diese durch diverse Stuckaturarbeiten imitiert wird. Dazu gehören achteckig ummantelte Rundpfeiler, Krümmungen, Konsolen, Fenster- und Bildrahmen, Rocaillen sowie Gewölbespiegel. Weitere Fresken von Bröchin zieren die Decke der drei Schiffe, mit folgenden Motiven: Im Mittelschiff Maria als Himmelskönigin (Mitte), die Anbetung der Könige (vorne) und die Darbringung Christi im Tempel (hinten); im Südschiff Maria als Schlangentreterin mit Adam und Eva vor dem Baum der Erkenntnis (Mitte), die Geburt Mariens (hinten) und der Tempelgang Mariens (vorne); im Nordschiff Verkündigung (Mitte), Heimsuchung (hinten) und Mariens Aufnahme in den Tempeldienst (vorne). Die birnenförmigen Bildfelder an den Hochwänden zeigen die Evangelisten (Nordseite) und die lateinischen Kirchenväter (Südseite).
Im Langhaus stehen sieben Altäre, davon drei im Mittelschiff und je zwei in den Seitenschiffen. Der Kreuzaltar, eine Mensa ohne Retabel, ist aus Stuckmarmor gefertigt und an das Chorgitter angelehnt. Darauf sind ein Kruzifix sowie eine Figurengruppe zu einer Kreuzigungsszene vereint. Das vollständig in Gold gefasste Werk ist vermutlich ein Werk von Johann Isaak Freitag. Die Seitenaltäre im Mittelschiff bestehen ebenfalls aus Stuckmarmor, ihre Bilder stellen die Heiligen Drei Könige sowie die heilige Anna dar. Die Altäre im südlichen Seitenschiff sind den Heiligen Fridolin und Franz Xaver geweiht. Im nördlichen Seitenschiff sind der Rosenkranzaltar und der Altar der Sebastianibruderschaft zu finden. Ebenfalls aus Stuckmarmor gefertigt ist die Kanzel, ein Werk von Fröwis; dessen Korb trägt keinen figürlichen Schmuck, während der Schalldeckel mit Evangelistensymbolen und einem Posaunenengel besetzt ist. An der Westseite spannt sich über alle drei Schiffe die Empore, auf der eine im Jahr 1991 installierte Orgel steht (der älteste Beleg einer Orgel stammt aus dem Jahr 1519).
Vom südlichen Seitenschiff aus gelangt man durch einen Rundbogen in eine kleine Taufkapelle, deren Ausdehnung dem Südjoch des früheren Lettners entspricht. Über eine enge Wendeltreppe in der Südwestecke des Raums können das Archiv und die Bibliothek erreicht werden, vor der Nordwand steht ein schwarz-weiss marmorierter Taufstein. Ein weiterer Rundbogen führt von der Tauf- zur Marienkapelle. In diesem Raum mit Kreuzgewölbe steht an der Ostwand ein Altar, dessen Teilstücke fünf verschiedenen Entstehungsphasen zugeordnet werden können. In der Sakristei, die vom Chor aus zugänglich ist, wird der reichhaltige Kirchenschatz aufbewahrt.

## Brauchtum
Alljährlich beginnt in der Kirche am 24. und am 31. Dezember der Umzug der Sebastianibruderschaft mit dem anschliessenden Brunnensingen.